# ミュンヘン・バレエ・アカデミー
ミュンヘン・バレエ・アカデミーはドイツ・ミュンヘンのバレエ学校。シュトゥットガルトのジョン・クランコ・バレエ学校、ハンブルクのジョン・ノイマイヤー・バレエ学校と並んで、ドイツの三大バレエ学校とされる。

## 概要
1978年に、当時のバイエルン国立(州立)歌劇場バレエ団（バイエルン国立(州立)バレエの前身）のプリマであったコンスタンツェ・ヴェルノンによって設立された。ミュンヘン音楽・演劇大学の一部門を構成しているが、ハインツ・ボスル財団より財政的支援を受け、事実上独立した運営がなされている。
ドイツではじめてワガノワ・メソッドを採用したバレエ学校である。各地のコンクールで受賞者を出し、卒業生のほとんどがバレエ団等と契約をしている。バイエルン国立(州立)バレエとのかかわりも深く、多くの卒業生がこのバレエ団に所属しているほか、生徒が公演に出演することもある。
2007年には、それまで校長をつとめたヴェルノンにかわって、振付家ロベルト・ノースが校長に就任した。